# 1位元
1位元的计算机系统结构是指一種處理器的指令集架構，其数据宽度和及寄存器寬度都是1位元（{\displaystyle 1/8}字节）宽。
商業用CPU中有用到1位元系统结构的有摩托罗拉的Motorola MC14500B工業控制單元，在學術上有不少1位元系统结构的設計研究，對應的一元邏輯也可以在程式中找到。
大部份的計算機在使用四位元系统结构之前，是使用一位元序列的設計架構。
另外1位元系统结构的例子是可编程逻辑控制器。
以下是一個1位元系统结构下編程的例子：
- 將讀取數位輸入1的資料讀到一位元的暫存器。
- 將數據和輸入2的一位元暫存器進行OR，結果放在暫存器中。
- 將一位元暫存器的結果寫到輸出。

1位元的CPU已經過時了，其中許多都沒有生產（已知的有(MC14500B及WDR-1）。